# Alfa Romeo Junior
Az Alfa Romeo Junior egy akkumulátoros elektromos személyautó, amelyet az olasz Alfa Romeo autógyártó gyárt 2024 óta. Eredetileg Alfa Romeo Milano néven mutatták be.

## Kontextus
Az Arese cég már 2020 végén (majd 2021 végén megerősítve) már felvetette azt az ötletet, hogy egy B-szegmensű szubkompakt crossover SUV-t PSA alapon Lengyelországban közösen gyártsanak, két Jeep és Fiat márkájú modellel.
A szaksajtó nem hivatalosan 2023 végén Brennero néven várta ( az azonos nevű hágóra hivatkozva, a SUV-k esetében az Alfa Romeóban a Stelvio és Tonale esetében már használt alpesi bérletek nómenklatúráját követve), 2023. december 14-én hivatalosan Milan néven erősítették meg,  utalva arra a városra, ahol a márkát 1910-ben alapították;  Korábban ezt a nevet már használták az észak-amerikai piacon a 75-ös forgalomba hozatalára 1986-ban, valamint informálisan a 2000-es évek végén a jövőbeli Giulietta fejlesztési szakaszában.
Az Alfa Romeo Junior egy B-SUV  (vagy baby SUV )  amelyet elsősorban az európai piacra szántak, és a Tonale alatti árlistán helyezkednek el. Ez a márka első B-szegmenses autója 2018 óta, vagyis amióta a MiTo kikerült az árlistákból. Ez az első PSA alapon készült modell, valamint az első, amelyet nem Olaszországon, hanem a lengyelországi Tychyben gyártottak. 
Az akkumulátoros elektromos változat a márka első sorozatgyártású autója, amely elektromos meghajtású. Az eredetileg elektromos és hibrid változatban (csak villamosított endoterm motorokkal) elérhető Juniort először a targoncák egyes műszaki adatainak és képeinek terjesztése várta 2024 januárjában, majd a következő április 10-én mutatták be. rendezvény sajtó Milánóban.

### A névváltoztatásMilano-rólJuniorra

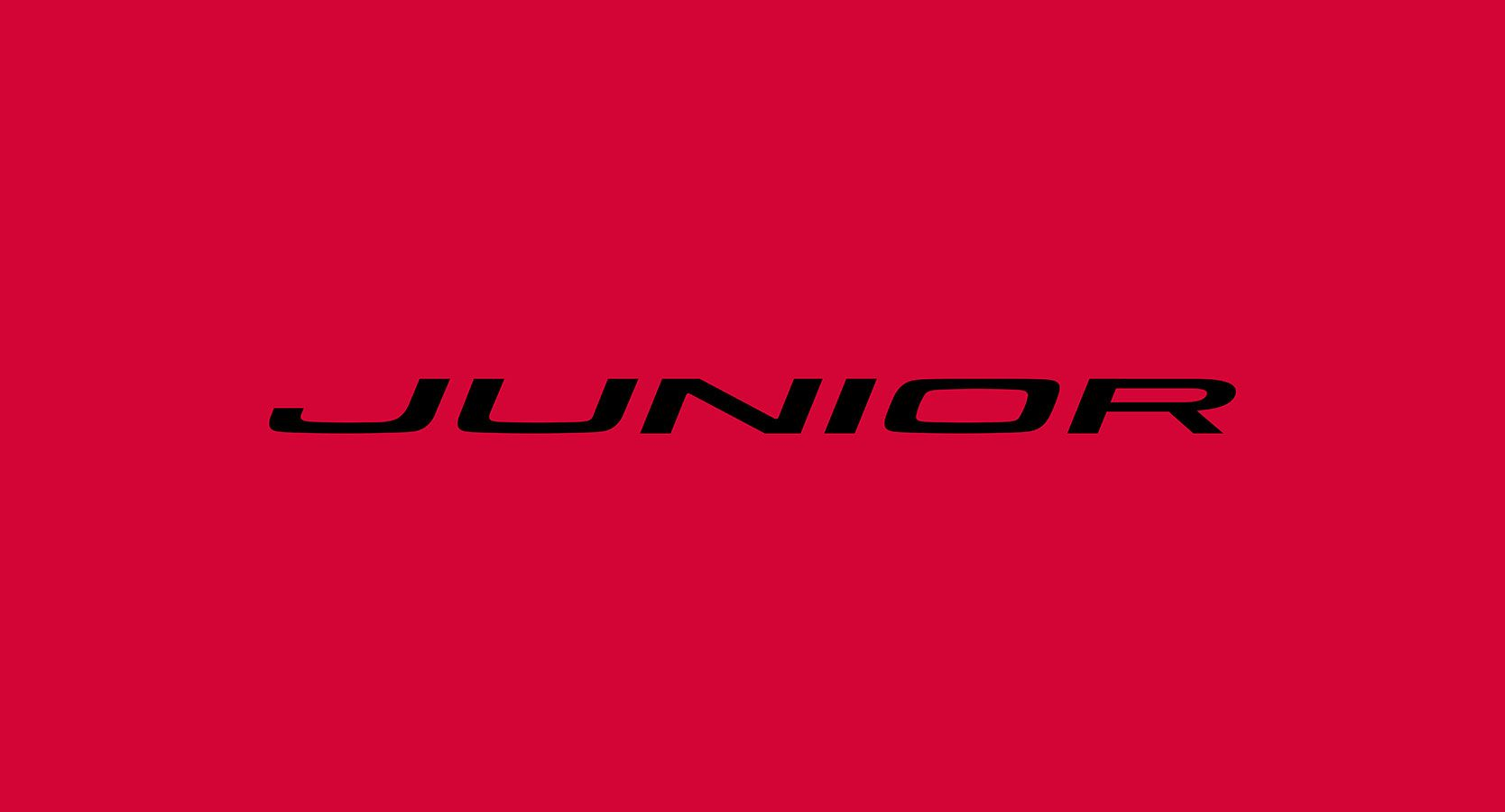
Junior logó

A Milano típusnév 2023 decemberi bejelentésekor viták tárgya volt milánói politikai körökben, abban a szakaszban, amikor Lombaria fővárosa egyre inkább felkarolta a fenntartható mobilitást.
A hivatalos bemutatót követő napokban a Milano nevet további – ezúttal nemzeti jellegű – kritikák érte Adolfo Urso, a Made in Italy üzleti minisztere, mert félrevezethette a vásárlót egy összeszerelt autóval kapcsolatban. Az autót ugyanis Lengyelországban szerelik össze, emiatt a Milan típusnév véleménye szerint megsérti az olasz hangzásról szóló jogszabályt; azaz a Made in Italy-t idéző, de valójában a külföldön előállított árukra vonatkozó földrajzi hivatkozások vagy kereskedelmi márkák megtévesztő használata elleni törvények összessége.
Urso értelmezését azonnal elutasította a Stellantis vezérigazgatója, Carlos Tavares, aki aláhúzta, hogyan zajlik az autó tervezése és tervezése Olaszországban, csak az összeszerelést végzik külföldön; ugyanezt teszi a sajtó által megkérdezett jogászok egy része is, akik az olasz hangzásra való hivatkozást általában véve irrelevánsnak tartják egy autó esetében, mivel olyan termékről van szó, amely nem büszkélkedhet védett vagy tipikus földrajzi jelzéssel, ill. kifejezetten Milánó számára, külföldön szerelték össze, de egy részben olasz multinacionális cég, például a Stellantis.
Ennek ellenére, és megjegyezte, hogy nem ismeri el a szélsőségeket, 2024. április 15-én az Alfa Romeo úgy döntött, hogy Juniorra változtatja az autó nevét; ez is az Arese-hagyományra nyúl vissza,  elsősorban az 1966-os GT 1300 Juniorhoz  használták, újabban pedig nem hivatalosan a MiTo-t előképező projektet.

## Leírása
A bevezetéskor elektromos és belső égésű motorral is elérhető, a PSA által kifejlesztett PSA CMP platformra épül, és a Peugeot 2008 II, Opel Mokka B, DS 3 Crossback, Fiat 600, Jeep Avenger és Lancia Ypsilon III modellekkel közös. Néhány mechanikai elemet foglal magában: a keresztirányú / elülső motormotorokat és köztük a felfüggesztési rendszert, amely az első tengelyen MacPherson rugóstag típusú, a hátsó tengelyen pedig torziós gerenda tengellyel összekapcsolt kerekekkel. Az Alfa Romeo Junior azonban különbözik a beállítás eltérő és specifikus kalibrálása, valamint a kormányzás közvetlenebbé tétele miatt.
Az elektromos változat 400 első motorral van felszerelve Az Emotors által gyártott 400 (a Stellantis és a Nidec Leroy-Somer vegyesvállalata által Franciaországban, a Trémery - Metz-i telephelyeken), amely 156 metrikus lóerő (115 kW) gyárt. és 260 N⋅m nyomaték, 54 lítium-ion akkumulátorral párosítva bruttó 54 (51 nettó kWh, súlya 340 kg, és 17 modulból áll, 102 cellával), amely a WLTP jóváhagyási ciklusa szerint akár 410 becsült autonómiát kínál. km vegyes útvonalon. Egy oszloptól 100 kW egyenáramban a töltés 20%-áról 80%-ra 30 perc alatt megy, míg 11 nél kW-ról vagy Wallboxról körülbelül 4 és fél órát vesz igénybe. Ezenkívül elérhető egy másik erősebb villanymotor is – eredetileg 240 LE-re becsülték, de aztán hivatalosan 280-ra  –, amelyet a Veloce változathoz tartanak fenn, amely kiegészíti: 250 mm-rel alacsonyabb felfüggesztés, több bukókeret, Torsen. mechanikus önzáró differenciálmű, fékrendszer nagyobb, 380 mm átmérőjű első tárcsákkal és négydugattyús féknyergekkel.
A mild hibrid változat 1,2 literes PureTech benzinmotorral, háromhengeres soros motorral - az első Alfa Romeo, amely ezt a motort alkalmazta - változó geometriájú turbófeltöltővel és láncelosztással, 136 LE-vel és egy pár 230 Nm-es nyomatékkal van felszerelve. 29 LE-s és 55 villanymotorral kombinálva Az N⋅m a hatfokozatú duplakuplungos automata sebességváltóba integrálva, az elsőkerék-hajtású változathoz készült. A második , Q4 összkerékhajtású hibrid változat helyett egy második, 41 lóerős villanymotort szereltek fel a hátsó tengelyre.

## Fordítás
Ez a szócikk részben vagy egészben  az   Alfa Romeo Junior című olasz Wikipédia-szócikk ezen változatának fordításán alapul.  Az eredeti cikk szerkesztőit annak laptörténete sorolja fel. Ez a jelzés csupán a megfogalmazás eredetét és a szerzői jogokat jelzi, nem szolgál a cikkben szereplő információk forrásmegjelöléseként.